# 久保田慶一
久保田 慶一（くぼた けいいち、1955年6月 - ）は、日本の音楽学者（博士（音楽学））。専門は西洋音楽史、特にバッハ、及び音楽家のキャリア形成。東京経済大学客員教授（2020-）。元東京学芸大学教授（1997-2009）・国立音楽大学教授・副学長（2010-2020）。

## 略歴

### 学歴
1974年、大阪府立三島高等学校卒業。1978年、東京芸術大学音楽学部楽理科卒業。1981年、同大学院音楽研究科音楽学専攻修士課程修了。1984年、同大学院博士後期課程中途退学。フライブルク大学、ハンブルク大学、ベルリン自由大学に留学。1999年、『C.P.E.バッハの器楽創作における《改訂》および《編曲》に関する研究』にて（博士（音楽学）、乙種、東京芸術大学）。2009年、首都大学東京大学院社会科学研究科修士課程修了。

### 職歴
1997年、東京学芸大学教育学部音楽・演劇講座助教授・同教授を経て、2010年度より国立音楽大学教授。その後、副学長も務めた後、2020年に国立音楽大学を退職し、東京経済大学客員教授、放送大学講師となった。
その他に日本チェンバロ協会第3・4期（2015-2020）会長、朝日カルチャーセンター講師を務める。

## 著作
- 『バッハの息子たち : バロックから古典派へ』（音楽之友社、1987年）
- 『モーツァルトに消えた音楽家たち』（音楽之友社、1998年）
- 『はじめての音楽分析 : グレオゴリオ聖歌から新ウィーン楽派まで』（教育芸術社、2001年）
- 『エマヌエル・バッハ : 音楽の近代を切り拓いた<独創精神>』（東京書籍、2003年）
- 『孤高のピアニスト梶原完 : その閃光と謎の軌跡を追って』（ショパン、2004年）
- 『音楽の文章セミナー : プログラム・ノートから論文まで 改訂版』（音楽之友社、2006年→2016年）
- 『音楽とキャリア : 学生から大人まで、よりよく生きるための新たなアドバイス』（スタイルノート、2008年）
- 『キーワード150音楽通論』（アルテスパブリッシング、2009年）
- 『音楽用語ものしり事典 : オドロキ!納得!ことばの学校』（アルテスパブリッシング、2010年）
- 『西洋音楽史100エピソード』（教育芸術社、2012年）
- 『モーツァルト家のキャリア教育 : 18世紀の教育パパ、天才音楽家を育てる』（アルテスパブリッシング、2014年）
- 『音楽再発見100エピソード』（教育芸術社、2014年）
- 『バッハの四兄弟 : フリーデマン、エマヌエル、フリードリヒ、クリスティアン-歴史と現代に響く音楽』（音楽之友社、2015年）
- 『2018年問題とこれからの音楽教育 : 激動の転換期をどう乗り越えるか?』（ヤマハミュージックメディア、2017年）
- 『新しい音楽鑑賞 : 知識から体験へ』（水曜社、2019年）
- 『はじめての音楽史 - 古代ギリシアの音楽から日本の現代音楽まで 決定版』（音楽之友社、2017年）
- 『音楽分析の歴史 : ムシカ・ポエティカからシェンカー分析へ』（春秋社、2020年）
- 『バッハ = Johann Sebastian Bach (作曲家・人と作品)』（音楽之友社、2021年）
- 『14歳からの新しい音楽入門 : どうして私たちには音楽が必要なのか』（スタイルノート、2021年）

### 博士論文
- 『C.P.E.バッハ研究 : 改訂と編曲』（音楽之友社、2000年）
  - 『C.P.E.Bach : a study of his revisions and arrangements』（Academia Music Ltd.、2004年）

### 共著
- 『はじめての音楽史 : 古代ギリシアの音楽から日本の現代音楽まで 増補改訂版』（音楽之友社、1996年→2009年）
- 『音大生・音楽家のための英語でステップアップ : 音楽留学で役立つ英会話50シーン 改訂版』（スタイルノート、2017年）
- 『めざせ!保育士・幼稚園教諭 : 音楽力向上でキャリアアップ』（渡辺行野と、スタイルノート、2019年）

### 編著
- 『音楽史を学ぶ : 古代ギリシャから現代まで』（教育芸術社、2017年）
- 『名曲理解のための実用楽典』（音楽之友社、2019年）
- 『ハイニヘン「新しい通奏低音奏法〈1711年〉」全訳と解説』（ヨハン・ダーヴィト・ハイニヘン著、道和書院、2022年）
- 『音楽用語の基礎知識 : これから学ぶ人のための最重要キーワード100 新装版』（アルテスパブリッシング、2019年→2024年）

### 編書
- 『バッハ キーワード事典』（春秋社、2012年）
- 『楽譜でわかる20世紀音楽 = Reading scores of the 20th century music』（アルテスパブリッシング、2020年）

### 共編著
- 『はじめてのインターンシップ : 仕事について考えはじめたあなたへ』（渡辺三枝子と、アルテスパブリッシング、2011年）
- 『教養としてのバッハ : 生涯・時代・音楽を学ぶ14講』（礒山雅、佐藤真一と、アルテスパブリッシング、2012年）

### 監修
- 『アルファベットで引く6か国語音楽用語辞典 = ONTOMO DICTIONARY OF MUSICAL WORDS : イタリア語・英語・ドイツ語・フランス語・スペイン語・ラテン語』（音楽之友社、2015年）
- 『ティーチング・アーティスト : 音楽の世界に導く職業』（水曜社、2016年）
- 『モーツァルト : 神に愛された天才音楽家』（集英社、2016年）
- 『366日の西洋音楽 : 1日1ページでわかるクラシック音楽の魅力』（三才ブックス、2020年）
- 『音楽で世界を変える : よりよい世界をかたちづくるティーチング・アーティストとその役割』（エリック・ブース著、スタイルノート、2024年）
- 『20世紀音楽を分析する』（パオロ・スサンニ, エリオット・アントコレツ著、音楽之友社、2024年）
- 『ドラえもん学びワールド音楽をはじめよう』（小学館、2024年）

### 翻訳
- 『レーオポルト・モーツァルト』（エーリヒ・ヴァーレンティン著、音楽之友社、1998年）
- 『楽譜を読むチカラ』（ゲルハルト・マンテル著、音楽之友社、2011年）
- 『記譜法の歴史 : モンテヴェルディからベートーヴェンへ』（カーリン・パウルスマイアー著、春秋社、2015年）
- 『ヴァイオリン奏法 : 新訳版』（レオポルト・モーツァルト著、全音楽譜出版社、2017年）
- 『音大生のキャリア戦略 : 音楽の世界でこれからを生き抜いてゆく君へ』（ドーン・ベネット編著、春秋社、2018年）
- 『音楽家を成長させる「教える技術」 : 相互に高め合う演奏と教育のアプローチ』（コーネリア・ワトキンス,ローリー・スコット著、ヤマハミュージックメディア、2022年）

### 共訳
- 『モーツァルト殺人法廷』（ルドルフ・アンガーミュラー著、小沢優子共訳、春秋社、2009年）

### 論文
- CiNii>久保田慶一
- J-GLOBAL>久保田慶一

## 科研費
- KAKEN>久保田慶一